# Дунтен
Дунтен (нем. von Dunten) — русский графский и дворянский род.
Предки их в конце XV веке были бюргерами в Гильдесгейме. Иост Дунтен в первой половине XVI века переселился в Лифляндию. Одна ветвь Дунтен внесена в Лифляндский дворянский матрикул, другая, поселившаяся в Литве — в VI часть родословной книги Виленской губернии.
Якобина фон Дунтен (1726—1790) была первой женой знаменитого барона Мюнхгаузена.
Грамотой Римского Императора Иосифа II (от 13 (24) января 1787) русской службы капитан барон Оттон Магнус фон Дунтен возведён, с нисходящим его потомством, в графское Священной Римской империи достоинство.
Высочайше утверждённым (05 октября 1852) мнением Государственного совета отставному гвардии поручику Оттону-Вильгельму-Казимиру Дунтену и детям его, Карлу-Георгию-Людвигу, Павлу-Георгу-Гиацинту, Густаву-Морицу, Шарлотте-Марии и Адели-Софии, дозволено именоваться в России графами Священной Римской империи.
Высочайше утверждённым (26.03.1901) мнением Государственного Совета Барону Рейнгарду-Вильгельму-Евгению-Якову Фридриховичу-Карловичу-Рейнгардовичу фон Дальвигк-Шауенбург-Лихтенфельс дозволено присоединить к своим фамилии, титулу и гербу — фамилию, титул и герб графа Дунтена и именоваться графом Дунтеном, бароном Дальвигк-Шауенбург-Лихтенфельс с ограничениями, установленными в статьях 9-11 прил. к ст.79 Зак. Сост. т. IX изд. (1899).

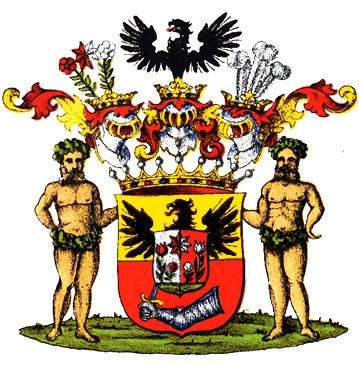
Герб графов фон Дунтен в Балтийском гербовнике

- Дунтен, Артур Ромуальдович (1863—1917) — генерал-майор императорской армии[2].